# Huis Ter Lede
Huis Ter Lede, parfois aussi appelé Huis Ter Lee ou Huis te Lienden était un château dans la seigneurie de Lede et Oudewaard (anciennement Leede en Oudewaard) dans la province néerlandaise de Gueldre, qui appartenait à la famille van Lynden jusqu'au début du XVe siècle.
Au XVIIIe siècle, le château était déjà tombé en ruines. Il a été démoli en 1823 et en 1832, seuls les douves étaient encore visibles.
L'ancien site du château se trouve maintenant dans la municipalité de Neder-Betuwe. Une ferme s'élève sur la partie haute de l'ancien emplacement du château. Une partie du tracé du canal peut être distinguée dans le pâturage environnant. Des restes de mur peuvent encore être présents in situ.

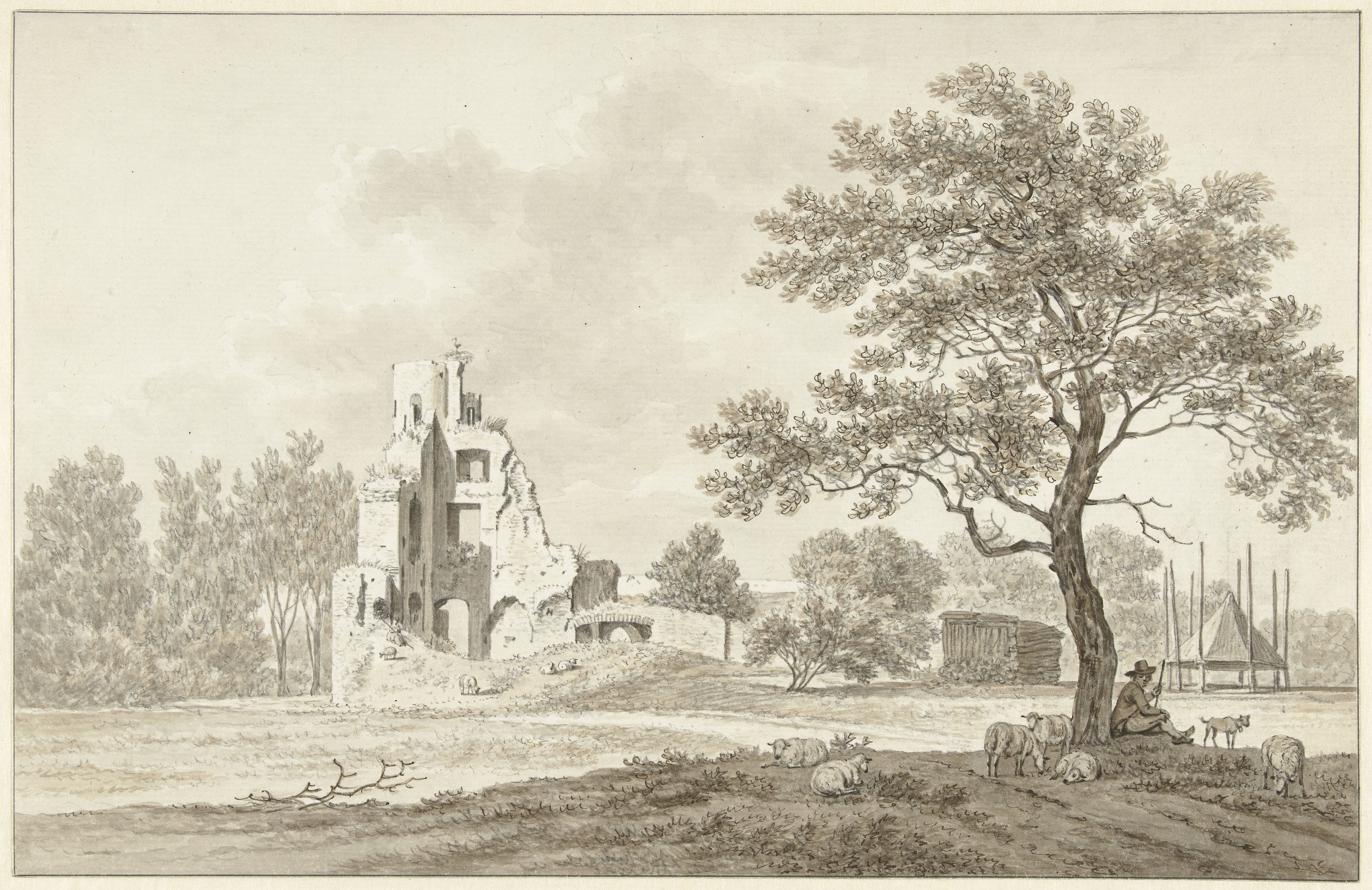
Les ruines de la Huis ter Lee par Daniël Dupré (1761-1817).

## Articles associés
- Liste des châteaux néerlandais par province

## Source
- (nl) Cet article est partiellement ou en totalité issu de l’article de Wikipédia en néerlandais intitulé « Huis Ter Lede » (voir la liste des auteurs).
- Vredenburg, Jan (Eindred.) (2013) Kastelen in Gelderland, p. 350 (Matrijs Utrecht)
- Ingen, Kobus van (1997) Een 16e eeuwse beschrijving van het huis Ter Leede in: Kruiend door de Betuwe, pp. 119-126 (Kesteren)
- Kastelenlexicon Gelderland
- Beaufort, R.F.P. De, en H. M. van den Berg (1968) Monumenten van Geschiedenis en Kunst, tome III, de Betuwe, p. 296 (Den Haag)